# Saint-Ébremond-de-Bonfossé
Saint-Ébremond-de-Bonfossé era un comune francese di 776 abitanti situato nel dipartimento della Manica nella regione della Normandia. Dal 1º gennaio 2017 è divenuto comune delegato del nuovo comune di Canisy.

## Società

### Evoluzione demografica
Abitanti censiti